# Neukirchen (Baviera)
Neukirchen é um município da Alemanha, no distrito de Cham, na região administrativa de Alto Palatinado, estado de Baviera.